# کلاوس-دیتر پترسون
کلاوس-دیتر پترسون (آلمانی: Klaus-Dieter Petersen؛ زادهٔ ۶ نوامبر ۱۹۶۸) بازیکن هندبال اهل آلمان است.